# KidsCo
KidsCo était une chaîne de télévision internationale pour les enfants. Elle a été lancée en avril 2007 et a cessé d'émettre depuis le 31 décembre 2013.

## Historique
La chaîne de télévision est fondée en 2007 par Paul Robinson, un Britannique ayant travaillé à la BBC et à Disney, dans le cadre d'une coentreprise entre Sparrowhawk Media, DIC Entertainment et Corus Entertainment. Bien que basée à Londres, la chaîne n’émet pas en Angleterre mais dans de nombreux autres pays (95 pays en 2011 en 18 langues). L'idée de Robinson pour développer la chaîne est de viser les pays émergents et de diminuer fortement les coûts en n'adoptant pas le modèle habituel d'achat de licences, comme ses concurrentes Disney Channel, Cartoon Network ou Nickelodeon. En revanche, la chaîne rencontre des difficultés à se lancer sur des marchés plus concurrentiels et saturés comme celui de l'Angleterre. Techniquement, la chaîne est capable de diffuser par câble, satellite ou IPTV.
Dès 2007, NBCUniversal rachète le groupe Sparrowhawk Media, tandis que DIC Entertainment est intégré au sein de Cookie Jar Entertainment qui vend ses parts dans KidsCo à ses partenaires.
La chaîne arrive sur la TV d'Orange en mars 2009.
La chaîne était diffusé sur Numericable Belgique dès janvier 2010 pour remplacer Télétoon.
En 2013, un bloc de programmation Syfy Kids est arrivé sur la chaîne.
En 2013, NBCUniversal et Corus Entertainment annoncent la fin de la chaîne début 2014,.
En décembre 2013, jusqu'à son arrêt, la chaîne ne diffusait plus qu'en boucle la série Kangoo, et lors des fins d'après-midis étaient diffusés Junior Hidden Camera et Zuzu et les Supernuffs.
À son arrêt, la chaîne est remplacée par Piwi+ sur VOO.